# Brogliano
Brogliano är en ort och kommun i provinsen Vicenza i regionen Veneto i Italien. Kommunen hade 3 982 invånare (2018).